# François Thibodeau
François Thibodeau (ur. 27 lipca 1939 w Saint-Odilon, zm. 26 czerwca 2023 w Quebec) – kanadyjski duchowny rzymskokatolicki, w latach 1994–2009 biskup Edmundston.

## Życiorys
Święcenia kapłańskie przyjął 8 maja 1965. 22 października 1993 został prekonizowany biskupem Edmundston. Sakrę biskupią otrzymał 9 stycznia 1994. 5 stycznia 2009 zrezygnował z urzędu.